# 투스카니아
투스카니아(이탈리아어: Tuscania)는 이탈리아 라치오주 비테르보도에 위치한 코무네다. 19세기까지 토스카넬라(Toscanella)라는 이름으로 알려졌었다.